# 鷹型試作艦上戦闘機
三菱 鷹型試作艦上戦闘機
- 用途：艦上戦闘機
- 設計者：服部譲次
- 製造者：三菱航空機
- 運用者：大日本帝国海軍
- 初飛行：1927年
- 生産数：2機
- 運用状況：退役

鷹型試作艦上戦闘機（たかがたしさくかんじょうせんとうき）は、三菱航空機が大日本帝国海軍向けに試作した艦上戦闘機。三菱での社内名称は「1MF9」。

## 概要
1926年（大正15年）4月、海軍は一〇式艦上戦闘機を代替する新型艦戦の競争試作を三菱、中島飛行機、愛知時計電機の三社に指示した。この際に海軍から要求された条件は、不時着水時に浮揚力を得るための各種構造を設計に盛り込むことだった。これを受けて三菱は服部譲次技師を設計主務者として鷹型の開発を開始し、鷹型の試作一号機は1927年（昭和2年）7月に、二号機は同年9月に完成。しかし審査の結果、浮揚力付与のための各種構造を簡略化して機体の軽量化を計った中島のG式艦上戦闘機が三式艦上戦闘機として制式採用され、鷹型は愛知の仮称H式艦上戦闘機、川西機械製作所飛行機部が自主開発したK-11とともに不採用となった。
機体は三菱製の一〇式艦戦を基礎とした木製骨組に羽布張りの複葉機で、浮揚力付与のために胴体および下翼前面の水密化やV字型の滑水底面の採用、投下式固定脚や緊急時燃料放出タンクの装備などを行っていたため、重量の増加が生じていた。また、一号機には試験的に初めてフラップが装備されていた。なお、鷹型は日本人の設計による純国産艦上戦闘機としては初の機体だった。

## 諸元
- 全長：8.443 m
- 全幅：10.80 m
- 全高：3.403 m
- 主翼面積：41.5 m2
- 自重：1,272 kg
- 全備重量：1,855 kg
- エンジン：三菱 ヒ式450馬力 水冷V型12気筒（最大600 hp） × 1
- 最大速度：244.5 km/h
- 実用上昇限度：7,000 m
- 航続時間：3.5時間
- 武装：
7.7mm固定機銃 × 2
30kg爆弾 × 2
- 乗員：1名